# Akwilin
Akwilin – imię męskie pochodzenia łacińskiego, pochodzące od nazwy ludu łacińskiego i oznaczające "brunet, ciemny". Patronem tego imienia jest jeden z męczenników sycylijskich (zm. w 180 roku). Po łacińsku: Aquilin.
Żeński odpowiednik: Akwilina
Akwilin imieniny obchodzi 17 lipca i 19 października.